# Pomponesco
Pomponesco (Pumpunésch in dialetto casalasco-viadanese) è un comune italiano di 1 697 abitanti della provincia di Mantova in Lombardia, situato nel basso mantovano.
La località fa parte de I borghi più belli d'Italia.

## Geografia
Pomponesco sorge a breve distanza dalla riva sinistra del Po, nel sud-ovest della provincia di Mantova. Il comune ha un'estensione di 12,56 km² e confina a nord-ovest con Viadana, ad est con Dosolo e a sud con Gualtieri e Boretto, entrambi situati in provincia di Reggio Emilia.
A sud dell'abitato, nell'area golenale si estende la riserva naturale protetta della Riserva naturale Garzaia di Pomponesco.

## Storia
Il nome "Pomponesco" ha origini che risalgono alla centuriazione romana. Una testimonianza di ciò è un'iscrizione risalente al II secolo d.C., che menziona la famiglia Pompea, la quale dimorava in queste terre e che è alla base del toponimo odierno.
La storia di Pomponesco è intrecciata con importanti eventi che ne hanno segnato l'evoluzione nel corso dei secoli. Nel II secolo d.C., i Romani si insediarono nelle fertili pianure padane, già abitate dagli Etruschi e dai Galli. Un segno tangibile di questo periodo è un sarcofago con un'iscrizione dedicata a una figlia diciannovenne della nobile famiglia Pompea, ritrovato nel XVI secolo a Pomponesco e ora conservato nel palazzo Ducale di Mantova.
Intorno all'anno 1000, il territorio di Pomponesco era sotto il controllo dei monaci benedettini di Leno, situati nella zona di Brescia. Nel 1077, si trova documentata la presenza della famiglia d'Este di Ferrara come proprietaria di queste terre, mentre un documento del 1145 le assegna al vescovo di Cremona.
Il 1280 vide la costruzione dell'argine "di dietro" del fiume Po a seguito di una devastante inondazione, atto che segnò un momento cruciale per la protezione della zona. Nel 1339, le terre di Pomponesco e dei comuni circostanti passarono sotto il controllo dei Gonzaga, la potente famiglia signorile di Mantova.
Nel 1478, alla morte di Ludovico II Gonzaga, Pomponesco e le terre oltre l'Oglio divennero parte del ramo cadetto dei Gonzaga di Gazzuolo e Bozzolo. In questo periodo, Pomponesco era abitato principalmente da agricoltori, cordai e conciatori, le cui attività contribuivano alla vita economica e sociale del luogo.
Il 1579 rappresenta una svolta significativa per Pomponesco. Il marchese Giulio Cesare Gonzaga, figura del Rinascimento come il suo brillante cugino Vespasiano, signore di Sabbioneta, decise di trasformare Pomponesco nella sua "città ideale". Ciò portò a una riorganizzazione urbanistica che modificò radicalmente l'aspetto del borgo. Il castello esagonale divenne la residenza del principe, attorno al quale si sviluppò l'architettura squadrata tipica dei borghi gonzagheschi. Nel 1580, Pomponesco fu elevata a contea per i meriti acquisiti da Giulio Cesare Gonzaga presso l'imperatore Rodolfo II, e iniziò a coniare moneta nella propria zecca. Tuttavia, nel 1593, Giulio Cesare trasferì la sua corte a Bozzolo, avviando così il declino di Pomponesco, accelerato dalla crisi della navigazione sul Po.
Con la fine del dominio gonzaghese nel 1707, anche la contea di Pomponesco perse la sua importanza, passando sotto il dominio austriaco. A partire dalla fine del XVIII secolo, il commercio di granaglie e bestiame, insieme al traffico fluviale, attrassero a Pomponesco famiglie ebree, come quella dello scrittore Alberto Cantoni (1841-1904).

Nel 1818, i mattoni del castello ormai in rovina furono utilizzati per rinforzare l'argine del Po, un gesto che simboleggia la storia e le trasformazioni di Pomponesco nel corso dei secoli. Questo antico borgo, con le sue radici romane e la sua storia legata ai Gonzaga, rimane un luogo ricco di fascino e storia nella provincia di Mantova.

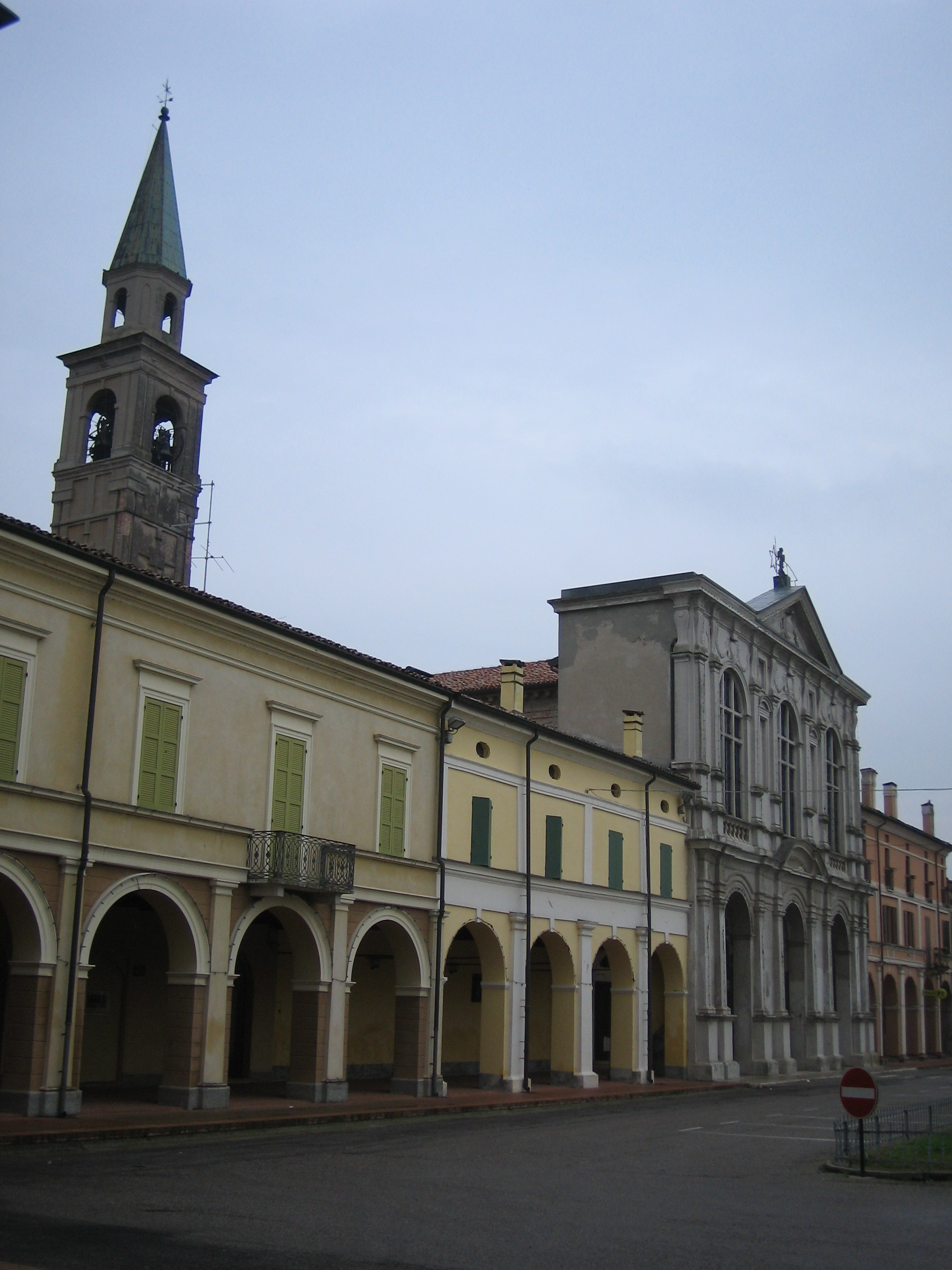
La chiesa arcipretale dei Santi Sette Fratelli

## Monumenti e luoghi d'interesse
Il paese possiede una singolare pianta a croce latina con le vie Mazzini, Garibaldi, Cavour e Fratelli Cantoni a formare i due bracci più lunghi, il grosso quadrilatero delimitato dalla via Roma a formare il centro della croce e la piazza XXIII Aprile (con il municipio e la chiesa) e la via XX settembre con il campo sportivo a formare i bracci minori.
Belli sono alcuni palazzi rifatti dell'Ottocento con stanze a volto decorate spesso con motivi floreali, lacustri e con insetti dell'ambiente fluviale. Un notevole interesse lo riveste il Teatro Comunale, inaugurato nel 1900 come Teatro sociale, il quale si identifica nella tipologia degli storici teatri di paese dei primi del Novecento. Situato nel centro storico, in via Roma, si inserisce armonicamente nella struttura gonzaghesca del paese rivierasco.
Nel 2002 è terminata l'opera completa di ristrutturazione dell'edificio e degli arredi; il teatro vanta un'ottima acustica per i concerti di musica classica e si pone in un'area territoriale dove tali strutture mancano, quindi soddisfa la richiesta culturale di un ampio bacino di utenza. Spesso la piazza XXIII Aprile è stata ripresa nelle opere di Cesare Zavattini, Mario Soldati, Bernardo Bertolucci; c'è tutto Pomponesco nell'ultimo Don Camillo girato da Mario Girotti (Terence Hill) nel 1983. Guardando la chiesa dei Santi Sette Fratelli Martiri, tutta la parte a destra con gli edifici che continuano dietro la piazza verso via Roma, risultano di proprietà ebraica nel Catasto Teresiano; qui c'è anche la Sinagoga, ora inglobata in un Caffè, di cui si può solo vedere la cupola. In fondo a via F.lli Cantoni, a sinistra, c'è il piccolo cimitero ebraico.
- Castello di Pomponesco

### La Garzaia di Pomponesco
A km 6 a destra viene segnalata la riserva regionale naturale lombarda detta "Garzaia di Pomponesco", un'area naturale che si estende per oltre 23 ettari caratterizzati da una rigogliosa flora e fauna caratteristica locale.

## Società

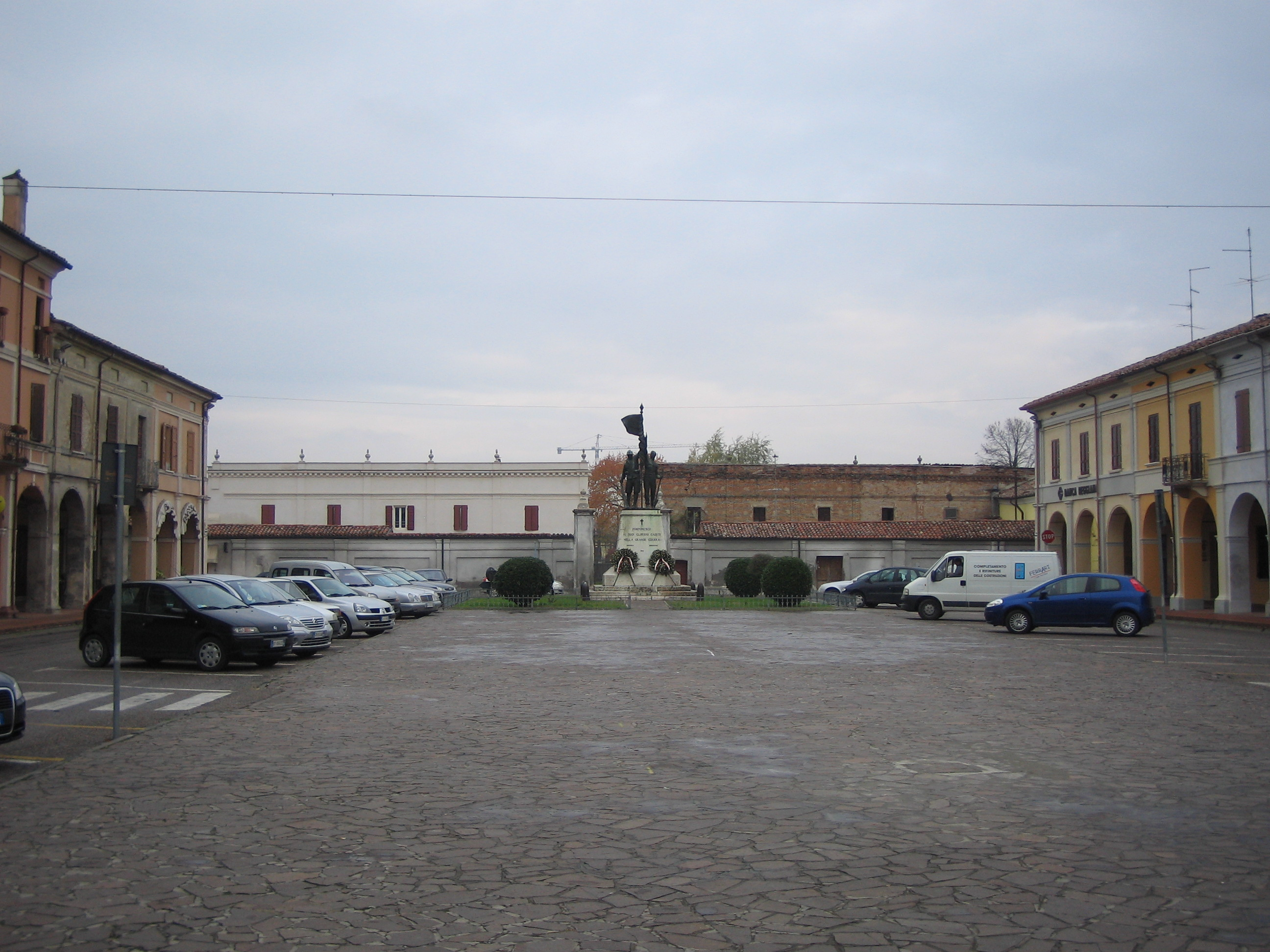
Piazza XXIII Aprile

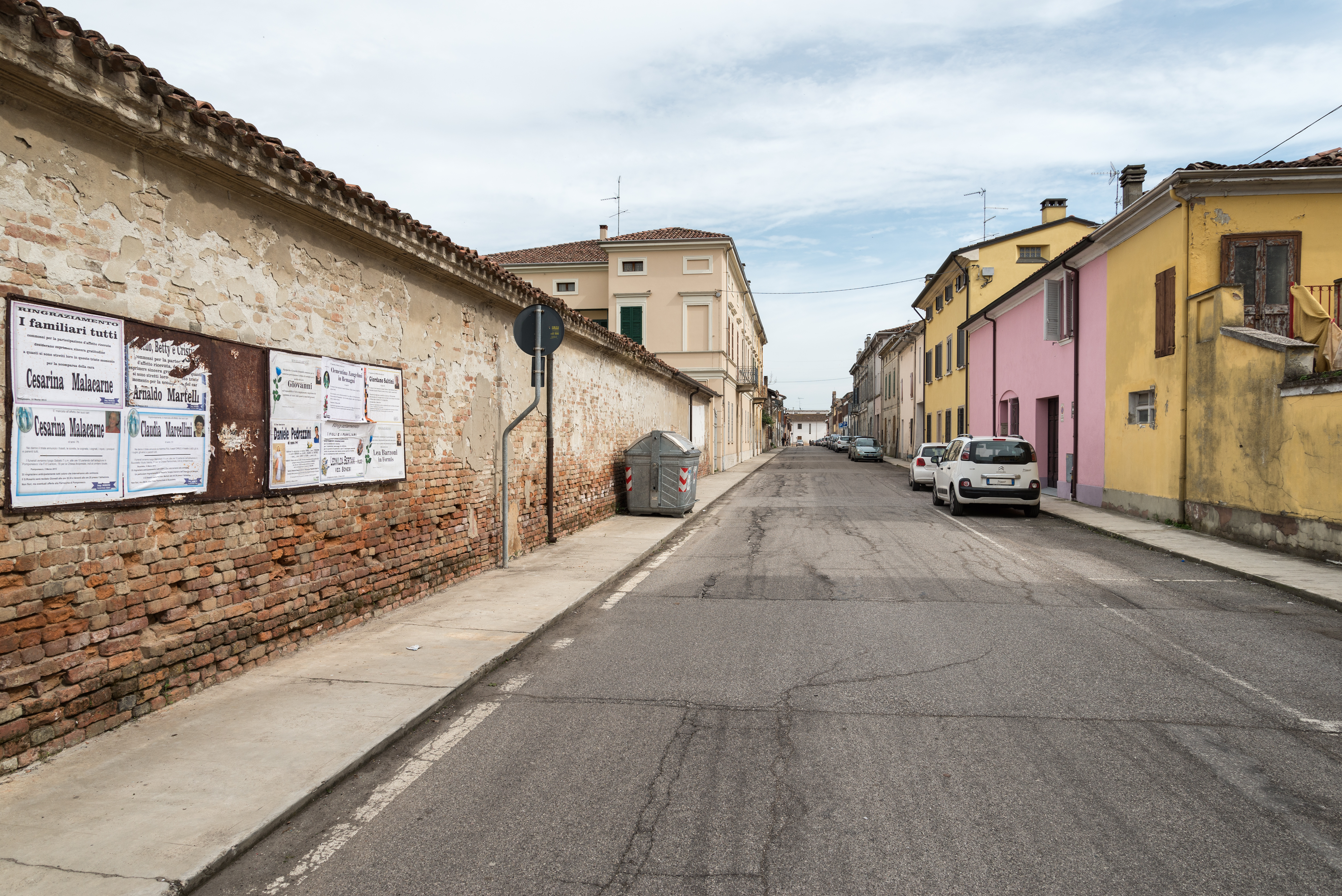
Via Giuseppe Garibaldi

### Evoluzione demografica
Abitanti censiti

## Cultura

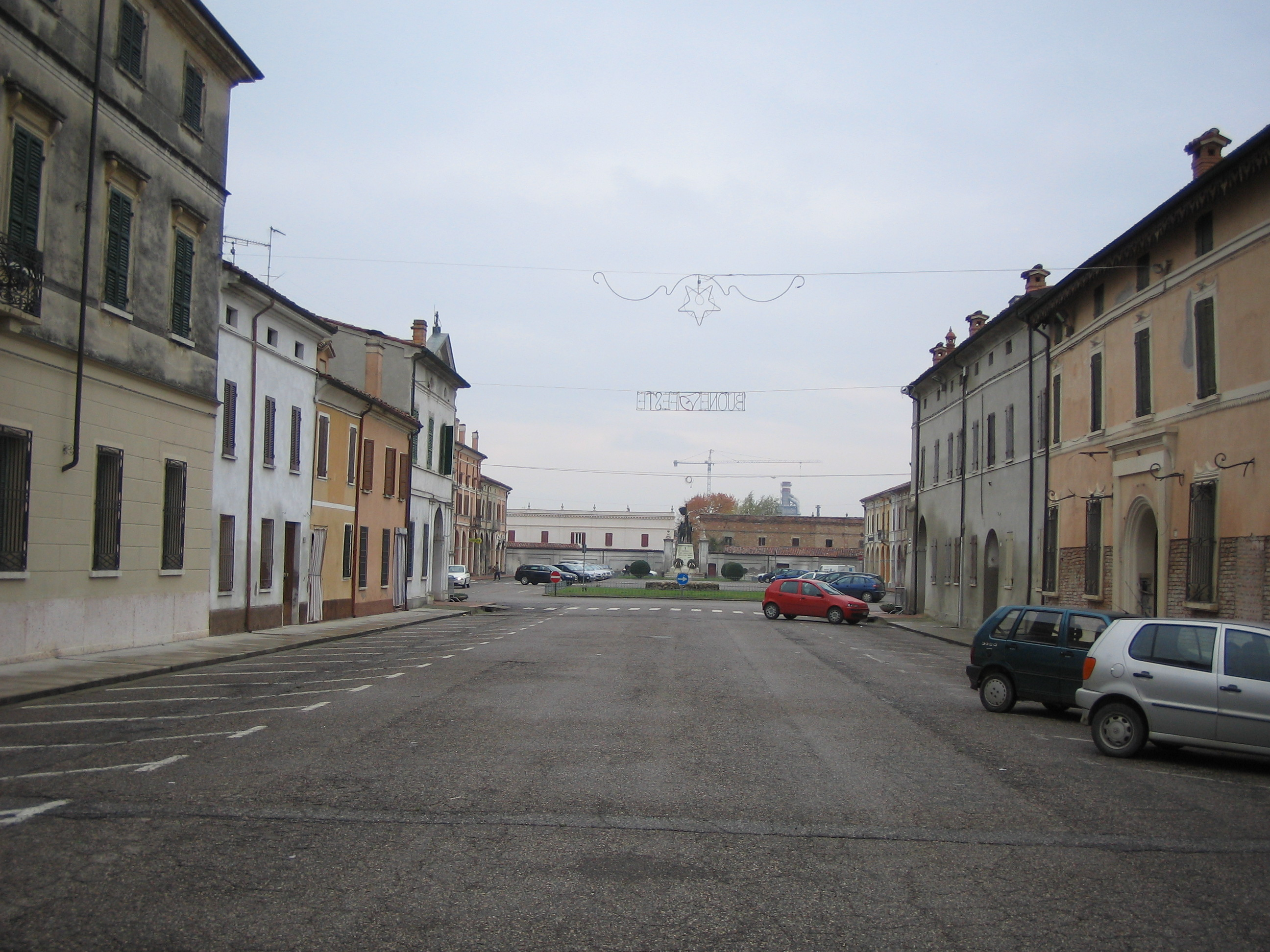
Zona S. Felicita

A Pomponesco sono stati girati del tutto o in parte diversi film: Strategia del ragno, Novecento, Don Camillo, Miranda e Monella di Tinto Brass. Inoltre, ha ospitato nel 1977 le riprese del film TV Ligabue, con Flavio Bucci per la regia di Salvatore Nocita.

### Cucina
- Lüadèl, focaccia sfogliata tipica di Pomponesco composta da un impasto di farina, acqua, strutto, sale e lievito e spesso accompagnata da salumi locali.[6]

### Eventi e festività
- Tutti gli anni a Pomponesco viene celebrata la tradizionale Festa del Ringraziamento nel periodo invernale, solitamente tra l'11 e il 12 novembre, dove è possibile partecipare alla Santa Messa di Ringraziamento, ammirare la sfilata dei mezzi agricoli, assistere all'antico gioco dell'Albero della Cuccagna e degustare numerose pietanze tipiche locali, insieme a numerose altre attività.
- ”Summer ForSte” ogni fine luglio, in memoria di Stefano Flisi. Il ricavato è devoluto alla cura delle cardiopatie.
- Fiera di Santa Felicita, che cade solitamente intorno al secondo weekend di luglio, con giostre e spettacolo pirotecnico.

## Economia
L'economia del paese è caratterizzata principalmente da pioppicoltura, produzione di cereali, ortaggi, frutta e foraggi; allevamento bovino e suino; industrie del legno, della carta e degli autoaccessori.

## Amministrazione
| Periodo          | Periodo          | Primo cittadino     | Partito            | Carica  | Note |
| ---------------- | ---------------- | ------------------- | ------------------ | ------- | ---- |
| 21 novembre 1993 | 16 novembre 1997 | Giovanni Fava       | Lega Nord          | Sindaco |      |
| 16 novembre 1997 | 26 maggio 2002   | Giovanni Fava       | Lega Nord          | Sindaco |      |
| 26 maggio 2002   | 27 maggio 2007   | Daniele Panizzi     | Casa delle Libertà | Sindaco |      |
| 27 maggio 2007   | 6 maggio 2012    | Daniele Panizzi     | Casa delle Libertà | Sindaco |      |
| 6 maggio 2012    | 11 giugno 2017   | Giuseppe Baruffaldi | Pomponesco Unito   | Sindaco |      |
| 11 giugno 2017   | 13 giugno 2022   | Giuseppe Baruffaldi | Pomponesco Unito   | Sindaco |      |

### Gemellaggi
- Bučovice[senza fonte]